# Tapis de selle
Un tapis de selle est une pièce de tissu qui se place sous la selle d'un cheval.

## Usage
Le tapis de selle se pose délicatement, et en avant du garrot du cheval. Il se glisse vers l'arrière lorsque la selle est posée par dessus. Il faut s'assurer qu'il ne fasse pas de plis avant de sangler la selle par dessus.
Il sert surtout à protéger le cuir de la selle de la transpiration du cheval, mais aussi, dans une moindre mesure, à empêcher la peau du cheval d'être irritée et échauffée par les frottements de la selle. Selon le modèle et l'épaisseur du tapis, il peut également servir à amortir les mouvements du cavalier et protéger le dos du cheval (tapis rembourrés, ou avec amortisseur intégré).[réf. nécessaire]

## Types de tapis de selle
Il existe plusieurs formes de tapis de selle (chabraque, forme de selle, goutte, etc.), destinées à des disciplines spécifiques. Les tapis de selle peuvent être personnalisés (nom du cheval, écurie, nom du propriétaire).[réf. nécessaire]

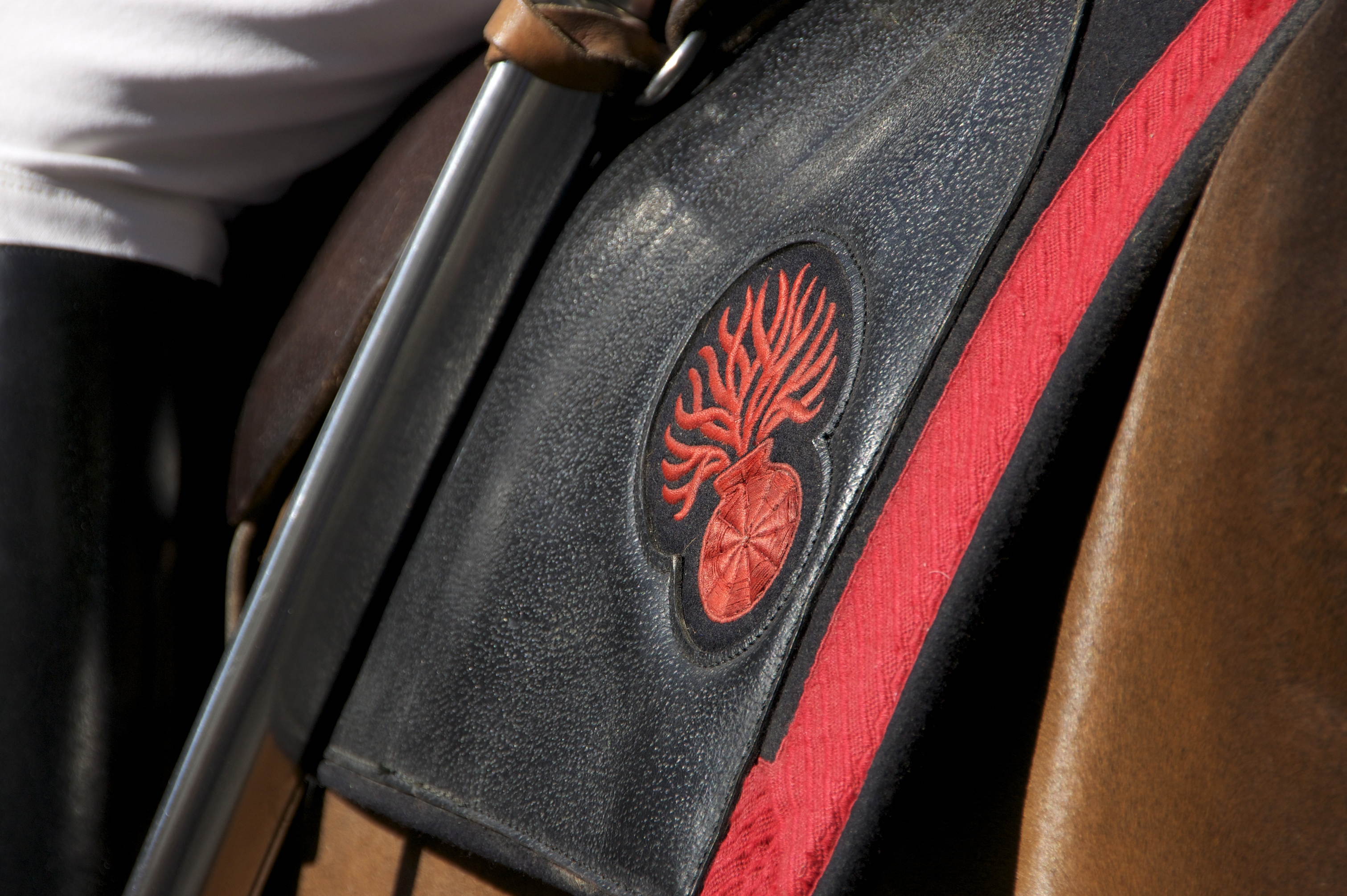
Détail d'une grenade brodée, sur le tapis de selle d'un cheval de sous-officier de la Garde républicaine.

En concours d'équitation en France, le tapis de selle est traditionnellement et obligatoirement de couleur blanche ; cela implique qu'il faille le laver après chaque utilisation pour le garder blanc.

### Tapis berbères
Le tissage de tapis de selle très colorés est une tradition pour les femmes berbères des régions rurales ; les souks des villages berbères sont ainsi souvent l'occasion d'admirer de très beaux tapis de selle. Ce tissage est depuis toujours réservé aux femmes, notamment au Maroc, et en Tunisie à Kairouan.

### Tapis d'Asie centrale
Un fragment de tapis de selle retrouvé dans un kourgane des monts Altaï a appartenu à Bash Adar et daté à environ 500 av. J.C. ; il comporte des décors brodés et des couleurs naturelles indigo, garance, blanc et marron.